# Peck Hill
Peck Hill est un sommet montagneux américain dans le comté de Billings, dans le Dakota du Nord. Il culmine à 875 mètres d'altitude. Il est protégé au sein du parc national Theodore Roosevelt, dont il est le point culminant.